# Gáspár Endre
Gáspár Endre, 1935-ig Gottlieb Endre (Debrecen, 1897. január 22. – Budapest, 1955. április 15.) József Attila-díjas műfordító, esztéta, író, újságíró.

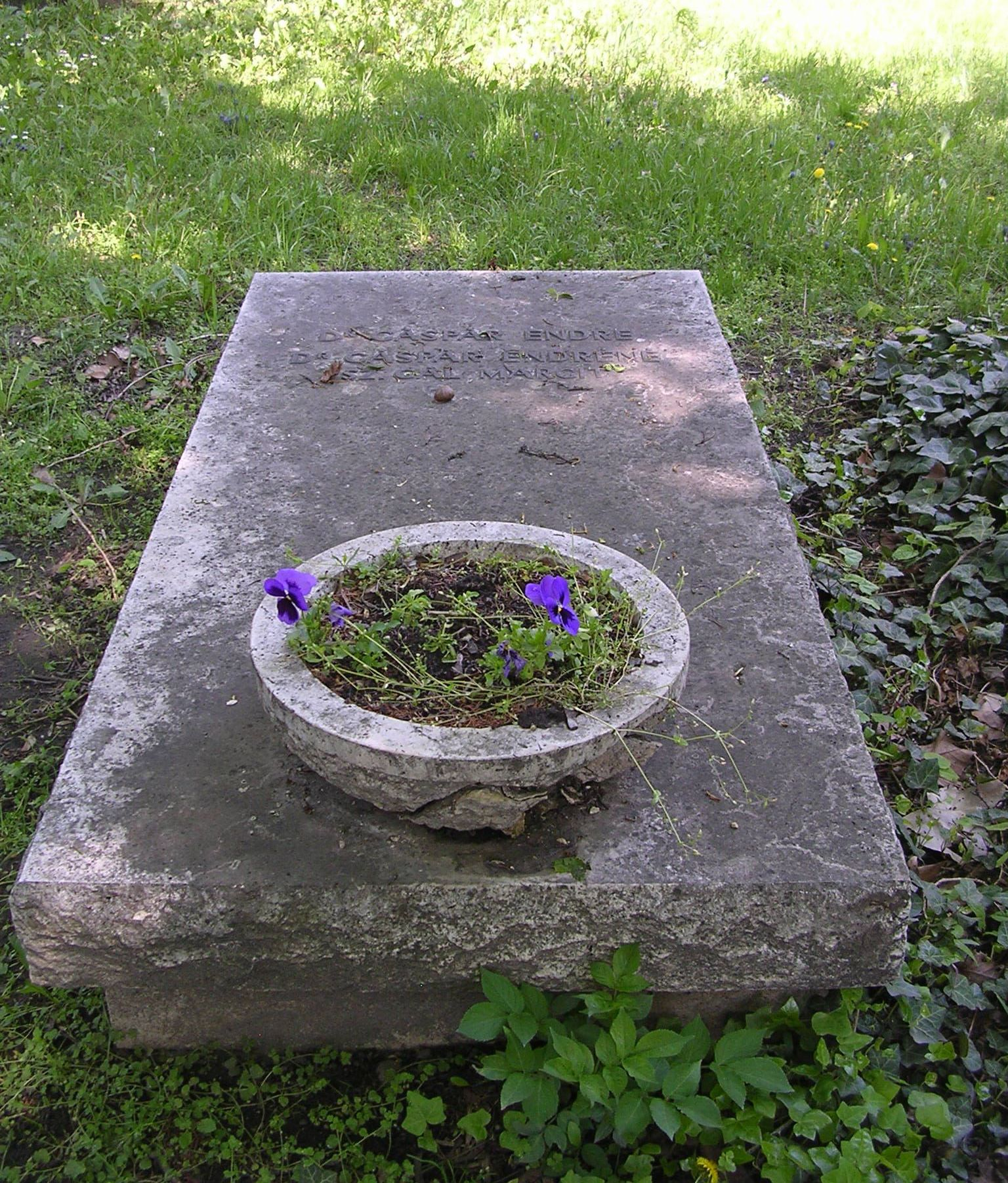
Sírja a Fiumei úti sírkertben

## Élete
Gottlieb Emil (1867–1927) kereskedelmi könyvelő és Fischer Gizella gyermekeként született, izraelita vallású. Szülővárosában járt egyetemre, párhuzamosan tanult a jogi karon, illetve a bölcsészkaron. Az egyetem elvégzése után a debreceni Hírlapnak volt munkatársa, a kommün alatt pedig a Népakarat c. napilap szerkesztője volt. A vörösök bukását követően Pozsonyba, majd Bécsbe emigrált, s fordítóként helyezkedett el a Theater an der Wienben.
1921. június 7-én Bécsben házasságot kötött Dick Katalinnal, Dick Ignác lányával. 1938-ban Ausztria Németországhoz csatolását követően letartóztatták, ám mint magyar állampolgárt elengedték. Budapestre való visszaköltözését követően 1944-ben deportálták. 1944. június 25-én felesége öngyilkosságot követett el; megmérgezte magát. Lányuk, Gáspár Judit Veronika (1923–1945) a háború idején hunyt el.
A háború után műfordítóként működött számos napilapnál. Az 1945-ig terjedő korszakig körülbelül ötszáz magyar könyvet (Móra Ferenc, Nyirő József, Karinthy Frigyes stb.) németre, angolra és spanyolra fordított. Összesen tizennégy nyelvből fordított: Marx, Engels, Walt Whitman, Ovidius, Heinrich Heine, James Joyce, Thomas Mann, Lope de Vega, Guillén, Calderón, Schiller és Shakespeare műveit.

## Művei
- Gáspár Endre–Karczag Gyula: A szomjazók. Négy dráma; Debreceni Hét, Debrecen, 1917
- Kassák Lajos, az ember és munkája; Fischer, Wien, 1924

## Díjai, elismerései
- Pro Arte Érem (1949)
- József Attila-díj (1953)